# Возовик Оксана Олегівна
Оксана Олегівна Возовик (нар. 8 грудня 1985, Миколаїв) — українська шахістка, гросмейстер серед жінок (2003).
 Чемпіонка України з шахів серед жінок 2006 року.
У складі збірної України бронзовий призер командного чемпіонату світу 2007 року.

## Досягнення
- Бронзовий призер чемпіонату України серед дівчат до 14 років (1999)
- Чемпіонка України серед дівчат до 16 років (2001)
- Віце-чемпіонка Європи серед дівчат до 16 років (2001)
- Віце-чемпіонка світу серед дівчат до 16 років (позаду Нани Дзагнідзе) (2001)
- Бронзовий призер чемпіонату України серед дівчат до 16 років (2002)
- Віце-чемпіонка Європи серед дівчат до 18 років (2002)
- 1 місце у міжнародному жіночому шаховому фестивалі «Феміда-2005»
- 1 місце у міжнародному жіночому шаховому турнірі"Кубок Ректора 2005"
- Чемпіонка України з шахів серед жінок[1] (2006)

## Результати виступів у чемпіонатах України
| Рік  | Місто    | Турнір                 | + | − | = | Результат | Місце |
| ---- | -------- | ---------------------- | - | - | - | --------- | ----- |
| 2003 | Миколаїв | 63-й чемпіонат України | 5 | 3 | 1 | 5½ з 9    | 8     |
| 2004 | Алушта   | 64-й чемпіонат України | 4 | 2 | 3 | 5½ з 9    | 14    |
| 2006 | Одеса    | 66-й чемпіонат України | 5 | 0 | 6 | 8 з 11    | Gold  |
| 2007 | Полтава  | 68-й чемпіонат України | 3 | 4 | 4 | 5 з 11    | 9     |

## Результати виступів у складі збірної України
У складі жіночої збірної України Оксана Возовик взяла участь в одному турнірі, а саме 1-му командному чемпіонаті світу, що відбувся у 2007 році в Єкатеринбурзі.
| Рік  | Турнір          | Місто        | Збірна  | Шахів- ниця | Рейтинг | + | = | − | Результат | % очок | Турнірний рейтинг | Командне місце | Особисте місце |
| ---- | --------------- | ------------ | ------- | ----------- | ------- | - | - | - | --------- | ------ | ----------------- | -------------- | -------------- |
| 2007 | чемпіонат світу | Єкатеринбург | Україна | резерв      | 2356    | 1 | 1 | 1 | 1½ з 3    | 50,0   | 2001              | Bronze         |                |

## Зміни рейтингу
| На цьому місці має відображатися графік чи діаграма, однак з технічних причин його відображення наразі вимкнено. Будь ласка, не видаляйте код, який викликає це повідомлення. Розробники вже працюють для того, щоби відновити штатне функціонування цього графіка або діаграми. | |
| | На цьому місці має відображатися графік чи діаграма, однак з технічних причин його відображення наразі вимкнено. Будь ласка, не видаляйте код, який викликає це повідомлення. Розробники вже працюють для того, щоби відновити штатне функціонування цього графіка або діаграми. |